# Ретронім
Ретронім (англ. retronym) — це неологізм, яким позначають нове ім'я або назву, змінену після того, як первинне найменування стало використовуватися для іншого предмета — або для того, щоб відрізняти новий предмет від раніше існуючого. Наприклад, «акустична гітара» — це ретронім, який виник після появи електричної гітари. Так само і аналогові годинники отримали таку назву після появи цифрових годинників.

## Вживання і приклади

### Окремі випадки вживання
Іноді ретроніми вживаються для того, щоб відрізняти двох людей з однаковими іменами. Так трапилося у випадку з президентом США — Джорджем Бушем, кого, після того як його син Джордж В. Буш був обраний новим президентом США у 2000 році, стали називати Джордж Буш-старший, а в англомовному варіанті його ім'я стали записувати як «George Bush, Sr.», «George H. W. Bush», «H. W.», або «Bush 41» (оскільки він був 41 президентом США).
У розважальній індустрії поняття проявляється у допоміжній назві для фільму, наприклад, «Частина перша» — після появи сиквелу на даний фільм, — або дещо видозмінюючи назву (наприклад, Зоряні війни. Епізод IV. Нова надія або Індіана Джонс: У пошуках втраченого ковчега) — для підкреслення зв'язку із сиквелом, чи сиквелами, а також — ставлячись до телевізійних серій, як до «оригіналу» (в порівнянні з іншими фільмами, які вийшли пізніше), як у Зоряний шлях: Оригінальний серіал.

### Деякі приклади ретронімів
- Гарячий шоколад — у дні, коли було вперше виготовлено солодкий твердий шоколад, як їжу, слово «шоколад» зазвичай використовувалося в значенні напою. А коли було винайдено тверді шоколадні плитки, загальноприйнятою назвою для них деякий час так і була назва «шокладні плитки». Але внаслідок зростання їх популярності в останній половині XIX століття, за ними поступово закріпилося основне найменування.[6]
- Німе кіно — термін виник внаслідок появи кіно зі звуком — раніше ж німе кіно називали просто «кіно(фільм)».
- Перша світова війна — раніше була відома як Велика війна. Термін виник під час Другої світової війни.
- Стаціонарний телефон — термін виник після появи мобільних телефонів.

### Найпоширеніші ретронімічні прикметники
- акустичний — описує версію музичного інструмента, для якого не використовується підсилювач.
- аналоговий, механічний — описує нецифрові системи.
- класичний,’’ або ’’традиційний’’ — описує методи або предмети, які в більшості своїй були витіснені новішими, сучаснішими.

## Історія виникнення терміна
Термін ретронім (англ. retronym) був придуманий Френком Манкевичем у 1980 році і популяризований Вільямом Сафайром у газеті Нью-Йорк Таймс.
У 2000 році американський тлумачний словник The American Heritage Dictionary of the English Language (4 видання) став першим значним словником, в який було внесено слово англ. retronym).